# KGHM Zanam
KGHM ZANAM S.A. – jeden z największych w Polsce producentów maszyn i urządzeń przeznaczonych do kopalni prowadzących wydobycie metodą głębinową. Należy do Grupy Kapitałowej KGHM Polska Miedź S.A.
Firma powstała w 2003 roku, gdy dwa przedsiębiorstwa o wieloletniej tradycji – Dolnośląska Fabryka Maszyn ZANAM oraz Zakłady Mechaniczne Legmet – połączyły się w spółkę, pierwotnie noszącą nazwę Dolnośląska Fabryka Maszyn ZANAM-LEGMET, a następnie KGHM ZANAM. Siedziba spółki mieści się w Polkowicach, natomiast zakłady produkcyjne w Polkowicach oraz Legnicy.
Ważną sferą działalności firmy jest świadczenie usług kompleksowego utrzymania ruchu, prowadzenie prac modernizacyjnych i remontowych oraz realizacja inwestycji przemysłowych. KGHM ZANAM prowadzi przedsięwzięcia inwestycyjne „pod klucz” w obszarze szeroko rozumianego budownictwa przemysłowego: konstrukcji stalowych, rurociągów oraz instalacji, technologii przemysłowych.
Oprócz dostaw maszyn i urządzeń oraz świadczenia usług dla oddziałów KGHM Polska Miedź S.A. firma prowadzi też sprzedaż wyrobów dla klientów zagranicznych, m.in. w Rosji, Kazachstanie, Niemczech, Francji, Estonii czy Turcji. Na potrzeby rynku rosyjskiego zarejestrowano w marcu 2016 roku spółkę ZANAM Vostok, której zadaniem jest promocja, sprzedaż i serwis maszyn w Uralskim Koncernie Górniczo-Metalurgicznym w Rosji. 99 proc. udziałów firmy należy do KGHM ZANAM, a 1 proc. do Przedsiębiorstwa Budowy Kopalń PeBeKa S.A.
Strategiczne obszary działania KGHM ZANAM to:
- produkcja maszyn i urządzeń górniczych przeznaczonych do kopalni miedzi, soli, cynku i ołowiu prowadzących wydobycie metodą głębinową,
- serwis, remonty i utrzymanie ruchu w zakładach przemysłowych i kopalniach,
- produkcja konstrukcji stalowych, odlewów staliwnych i żeliwnych,
- realizacja specjalistycznych inwestycji przemysłowych (m.in. KGHM ZANAM był jednym z wykonawców technologii pieca zawiesinowego w Hucie Miedzi Głogów, największej takiej inwestycji hutniczej w Europie[8]).

## Maszyny i urządzenia górnicze
KGHM ZANAM produkuje maszyny i urządzenia przeznaczone do kopalni prowadzących wydobycie metodą głębinową:
- maszyny górnicze: ładowarki kołowo-przegubowe, wozy odstawcze, wozy wiercąco-kotwiące, pomocnicze (wozy do obrywki, odwadniające, strzelnicze itp.) oraz transportowe;
- systemy odstawy taśmowej: przenośniki taśmowe z napinaniem wieżowym, nadążnym oraz wciągarkowym, urządzenia do rozbijania brył;
- kruszarki: szczękowe, udarowe przesuwne i stacjonarne zestawy kruszące.

Samojezdne maszyny górnicze są dostosowane do najcięższych warunków w głębinowych kopalniach: wysokiej temperatury, wilgotności, nierówności terenu.
KGHM ZANAM pracował nad projektem wyposażenia wozów strzałowych w bateryjny napęd modułowego urządzenia pompującego emulsyjny materiał wybuchowy do otworów strzałowych oraz układ sterowania koszem. We wcześniejszych modelach wozów strzelniczych wykorzystywano zasilanie kablem elektrycznym bądź silnikiem spalinowym. Rozwijanie kabla elektrycznego w przodku jest trudne, dlatego wielu operatorów często wybierało pracę z silnikiem spalinowym pomimo uciążliwości związanej ze spalinami i pogorszeniem mikroklimatu. W wozie strzałowym WS-172 zainstalowano zestaw baterii z ogniw litowo-żelazowo-fosforanowych. Pierwsza maszyna wyposażona w taki bateryjny napęd trafiła do kopalni Polkowice-Sieroszowice w 2017 roku. Wóz strzelniczy zdobył medal I stopnia w konkursie „Innowacyjne rozwiązania w budowie maszyn i urządzeń górniczych: Innowacyjny produkt” podczas Międzynarodowych Targów Górnictwa, Przemysłu Energetycznego i Hutniczego „KATOWICE 2017”.

## Serwis i utrzymanie ruchu
Działalność w zakresie realizacji remontów i utrzymania ruchu KGHM Polska Miedź S.A. to jeden z  kierunków działalności KGHM ZANAM. Powołany do tego oddział wykonuje w zakładach KGHM Polska Miedź prace inwestycyjne (w branżach konstrukcyjnej, mechanicznej, elektrycznej, budowlanej), modernizacyjne i remontowe. Wśród nich był m.in. szereg zadań remontowych w ciągu technologicznym Huty Miedzi Głogów, realizacje umów związanych z naprawami serwisowymi i serwisowaniem urządzeń transportowych czy utrzymaniem ruchu na jej wydziałach.
Poza strefą hutniczą działalność oddziału remontów, serwisu i utrzymania ruchu koncentruje się w Zakładach Wzbogacania Rud na pracach wykonywanych na ciągu technologicznym tego oddziału KGHM Polska Miedź S.A. To także usługi ustawiania, diagnostyki, serwisu, naprawy i montażu urządzeń wirujących (młynów).

## Konstrukcje stalowe
KGHM ZANAM produkuje wielkogabarytowe, spawane konstrukcje stalowe objęte obsługą serwisową. Posiada własne biuro konstrukcyjne oraz własną odlewnię żeliwa (sferoidalnego i szarego) oraz staliwa. W ciągu kilku ostatnich lat struktura produkcji ukształtowała się w ten sposób, że ok. 75% stanowią produkty staliwne, natomiast pozostała część to żeliwo, w tym głównie odlewy z żeliwa sferoidalnego.
Odlewy żeliwne i staliwne produkowane przez należący do KGHM ZANAM zakład:
- do kruszarek: szczęki, listwy udarowe, stożki kruszące, młotki, wykładziny;
- do młynów: wykładziny pancerne, bijaki, wykładziny obwodowe, stożki zasypowe, nadawy, ochrony czopów, tuleje wlotowe i wylotowe;
- zęby do koparek, ładowarek, zrywaków;
- akcesoria podsadzkowe dla górnictwa;
- zaciski hamulcowe do ciężkich maszyn roboczych;
- płyty anodowe i kokile dla hut miedzi;
- odlewy do wozów odstawczych i przenośników.

Ważną częścią asortymentu produkowanego w spółce są kotwy górnicze: rozprężne i wklejane. Stosowane są głównie do zabudowy stropów w kopalniach głębinowych. Polkowicka firma jest obecnie jednym z trzech głównych producentów obudowy kotwowej w Polsce.

## Inwestycje przemysłowe
KGHM ZANAM realizuje również specjalistyczne inwestycje przemysłowe, uczestnicząc w zakrojonych na szeroką skalę projektach. Tak jest m.in. w przypadku oddziału pirometalurgii w Hucie Miedzi Głogów, gdzie zastąpiono przestarzałą i uciążliwą dla środowiska technologię przetopu koncentratów w piecach szybowych nowoczesną technologią wykorzystująca piec zawiesinowy. Po modernizacji jest to najnowocześniejsza linia produkcyjna na świecie (250 tys. ton miedzi rocznie).
Polkowicka spółka była jednym z głównych wykonawców specjalistycznych robót w zakresie budowy urządzeń technologicznych pirometalurgii, odpowiadała za serce inwestycji – technologię pieca zawiesinowego. Zajęła się również demontażem wyeksploatowanych pieców szybowych, a następnie budową pieca prażalniczego oraz turbozespołu, który będzie produkował prąd z pary powstającej w procesie prażenia koncentratu. Uruchomienie pieca prażalniczego spowoduje redukcję węgla i siarki w koncentracie miedzi, co przyczyni się do wzrostu wydajności pracy nowego pieca zawiesinowego oraz odzysku energii z tego procesu.